# Green Lake, Wisconsin
Green Lake este o localitate, municipalitate și sediul comitatului Green Lake,  statul Wisconsin,  Statele Unite ale Americii.